# Vexillifera aurea
Vexillifera aurea – gatunek ameby należący do rodziny Vexilliferidae z supergrupy Amoebozoa w klasyfikacji Cavaliera-Smitha.
Trofozoit osiąga wielkość 60 – 80 μm. Jądro wielkości 15 μm.
Występuje w Zatoce Meksykańskiej.